# أحمد السباعي (لاعب كرة قدم)
أحمد ياسر السباعي لاعب كرة قدم قطري من أصول سوريا، ولد في (6 يناير 1999)، يلعب لصالح النادي الأهلي

## مسيرة اللاعب
كان يلعب في نادي لخويا وفي عام 2017 صدر قرار بدمج نادي لخويا مع نادي الجيش تحت مسمى نادي الدحيل وانظم بعدها إلى نادي الدحيل و انتقل إلى نادي السيلية مطلع عام 2020 و لعب بعدها مع النادي الأهلي.

## روابط خارجية
- أحمد ياسر السباعي على موقع Soccerway.com (الإنجليزية)
- أحمد ياسر السباعي على موقع عالم كرة القدم.نت (الإنجليزية)